# Eva Susso
Eva Susso (ur. 1956 w Göteborgu) – szwedzka autorka książek dla dzieci i młodzieży.
W Polsce jej książki publikuje Wydawnictwo Zakamarki.
| L.p. | Tytuł polski              | Tytuł oryginalny              | Ilustrator     | Tłumaczenie       | Rok pierwszego wydania w Szwecji | Rok pierwszego wydania w Polsce |
| ---- | ------------------------- | ----------------------------- | -------------- | ----------------- | -------------------------------- | ------------------------------- |
| 1    | Binta tańczy              | Binta dansar                  | Benjamin Chaud | Katarzyna Skalska | 2008                             | 2008                            |
| 2    | Lalo gra na bębnie        | Lalo trummar                  | Benjamin Chaud | Katarzyna Skalska | 2009                             | 2009                            |
| 3    | Babo chce                 | Babo pekar                    | Benjamin Chaud | Katarzyna Skalska | 2010                             | 2010                            |
| 4    | Yeti                      | Snömannen                     | Benjamin Chaud | Katarzyna Skalska | 2012                             | 2012                            |
| 5    | Duch z butelki            | Anden i flaskan               | Benjamin Chaud | Katarzyna Skalska | 2015                             | 2015                            |
| 6    | Sto porad dla nieśmiałych | Tusen tips till en fegis      | Benjamin Chaud | Marta Wallin      | 2013                             | 2018                            |
| 7    | Sto porad dla kłamczuchów | Tusen tips till en bluffis    | Benjamin Chaud | Marta Wallin      | 2014                             | 2019                            |
| 8    | Sto porad dla zakochanych | Tusen tips till en som är kär | Benjamin Chaud | Marta Wallin      | 2016                             | 2021                            |
| 9    | Wszyscy pytają dlaczego   | Alla frågar sig varför        | Anna Höglund   | Agnieszka Stróżyk | 2017                             | 2022                            |